# James Hozier (2e baron Newlands)
James Henry Cecil Hozier, 2e baron Newlands (4 avril 1851 - 5 septembre 1929) est un fonctionnaire, diplomate et homme politique écossais.

## Biographie
Hozier est le fils de William Hozier, 1er baron Newlands.
Il fait ses études au Collège d'Eton et au Balliol College d'Oxford. En 1880, il épouse Mary Louisa Wellesley Cecil, fille de William Cecil (3e marquis d'Exeter).
Il sert comme troisième secrétaire au service diplomatique de 1876, comme secrétaire diplomatique à la Conférence de Constantinople, 1876-1877, et comme secrétaire privé du marquis de Salisbury alors qu'il est secrétaire d'État aux Affaires étrangères de 1878 à 1880 et à nouveau comme Premier ministre de 1885 à 1886.
Il entre ensuite au Parlement et siège en tant que député conservateur du South Lanarkshire de 1886 à 1906. Il est grand maître maçon d'Écosse de 1899 à 1903 et brigadier de la Royal Company of Archers de 1910. Il reçoit la liberté de la ville de Glasgow en 1917.
Il est mort sans descendance et son titre s'est éteint.